# Ludwig Ferdinand Schnorr von Carolsfeld

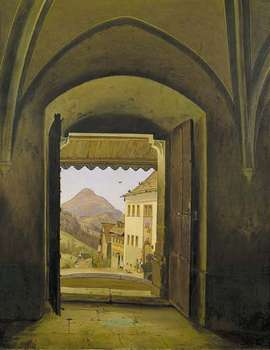
Vy från kyrkan i Annaberg till berget Ötscher, målning av L.F. Schnorr von Carolsfeld, 1842.

Ludwig Ferdinand Schnorr von Carolsfeld, född 11 oktober 1789 i Königsberg (nuvarande Kaliningrad), död 13 april 1853 i Wien, var en tysk målare. Han var bror till Julius Schnorr von Carolsfeld.
Han studerade för sin far Veit Hanns Schnorr von Carolsfeld och för Heinrich Friedrich Füger i Wien, där han förblev bofast. Bland hans målningar är Madonna (Nationalgalleriet i Berlin), Riddarens hemkomst och avsked (Wien), Der Erlkönig (Schackgalleriet i München) samt porträtt och landskap betydande. Han var även etsare och litograf.